# 국제우주정거장 (영화)
《국제우주정거장》(영어: I.S.S.)은 2023년 공개된 미국의 SF 스릴러 영화이다. 개브리엘라 카우퍼스웨이트 감독이 연출했고 아리아나 더보즈, 크리스 메시나, 존 갤러거 주니어, 마샤 마시코바, 코스타 로닌, 필루 아스베크가 출연했다.
2023년 6월 트라이베카 영화제에서 공개되었고, 이듬해 1월 미국 극장에서 개봉했다.

## 줄거리
미국 항공 우주국 우주비행사 키라 포스터와 크리스천 캠벨은 국제우주정거장 (ISS)에 도착하여 동료들인 미국인 지휘관 고든 배럿과 러시아 우주비행사 베로니카 베트로프, 그리고 형제인 니콜라이와 알렉세이 풀로프를 맞이한다. 문화적, 정치적 차이에도 불구하고, 그들은 잘 지내며, 러시아인과 미국인 남성들은 서로를 형제처럼 생각하고 고든과 베로니카는 로맨스 관계를 형성했다. 키라는 동료들과 함께 우주정거장에서 처음으로 지구를 바라보며, 동료들은 그녀에게 오버뷰 효과를 설명해준다.
이후 그녀는 미국 대륙 전역에서 수많은 핵폭발이 일어나는 것을 목격한다. 지상과의 통신은 두절되지만, 고든은 미국 정부로부터 러시아군이 미국에 핵 공격을 개시했으며, "필요한 모든 수단을 동원하여" ISS를 장악하라는 암호화된 메시지를 받는다. 그는 이 메시지를 키라와 크리스천과 논의한다. 그들은 러시아인들도 비슷한 명령을 받았을 것이라고 의심한다. 그들은 또한 정거장이 너무 낮게 궤도하고 있으며, 24시간 이내에 지원이 오지 않으면 지구로 추락할 것이라는 것을 알게 된다.
니콜라이는 통신 안테나가 고장 났다고 승무원들에게 말하고, 고든은 그것을 고치기 위해 밖으로 나가야 한다. 밖에 있는 동안 고든은 키라에게 다른 사람들을 창문에서 멀리 떨어뜨려 놓으라고 말하여, 불타는 지구 표면을 보지 못하게 한다. 고든은 안테나에 도달하기 위해 우주복의 끈을 풀고, 안테나가 멀쩡하다는 것을 발견한다. 알렉세이는 고든의 ISS 통신을 방해하고, 니콜라이는 정거장의 로봇 팔을 사용하여 고든을 우주로 날려버린다.
고든에 대한 공격에 격분한 베로니카는 자신이 유일하게 신뢰하는 키라에게 알렉세이의 연구, 즉 방사선병 치료법을 가지고 소유스 우주선으로 떠나라고 부탁한다. 베로니카는 그것을 얻는 정부가 핵전쟁에서 누가 살아남을지를 결정할 것이라고 설명한다. 베로니카는 알렉세이와 니콜라이에게 정거장을 파괴하겠다고 위협하여 주의를 돌린다. 키라는 러시아인 사물함을 뒤져 연구를 찾으며 크리스천에게 "노드 제로"를 찾는 데 도움을 요청한다. 그는 그것이 존재하지 않는다고 말하고, 키라는 베로니카가 거짓말을 했다고 결론 내린다. 키라와 크리스천은 우주비행사들이 긴장된 대치 상태에 있는 것을 발견하고, 크리스천이 베로니카의 뒤통수를 때려 그녀를 죽이면서 끝난다.
우주비행사들은 물러난다. 알렉세이는 미국인들을 죽이기를 거부하고, 니콜라이는 혼자 그들을 쫓고, 키라와 크리스천은 숨어있다. 알렉세이는 고든이 태양 전지판에 매달려 있는 것을 보고 로봇 팔을 사용하여 그를 구한 다음 키라가 니콜라이를 피하도록 돕는다. 괴로워하는 고든은 베로니카의 죽음을 알게 되자 더욱 격분하여 무장한다. 니콜라이는 그들을 발견하지만 고든에게 태클당하고, 고든은 그들을 다른 모듈에 가두고 싸운다. 다른 사람들은 필사적으로 해치를 열려고 하지만, 고든과 니콜라이가 서로를 죽였다는 것을 알게 된다.
사건 후, 키라는 일본 실험 모듈 문 위에 "NODE0"이라고 쓰여 있는 것을 발견한다. 그녀는 크리스천을 찾아가 소유스 우주복과 러시아 연구 자료가 그의 수면 포드에 있는 것을 발견한다. 한편, 크리스천은 조용히 정거장의 생명 유지 장치를 망가뜨린다. 키라는 식당에서 크리스천과 알렉세이를 발견하고, 미국인들은 조심스럽게 상황에 대해 이야기한 다음, 알렉세이를 자기편으로 끌어들이려 한다. 크리스천은 키라가 결국 자기편이 아닐 수도 있다고 느끼자 칼로 그녀를 공격하려 하지만, 알렉세이가 몸을 던져 칼이 알렉세이의 손을 베고 만다. 위협 속에서 키라와 알렉세이는 협력하여 크리스천을 목 졸라 죽인다.
키라는 알렉세이의 상처를 치료하고 알렉세이는 생명 유지 장치를 복원한다. 통신이 복구되어 정거장이 안정화된다. 양측 정부는 여러 메시지를 보내 우주비행사와 우주인들이 각각 정거장을 장악하라는 임무를 완료했는지 확인을 요청한다. 키라와 알렉세이는 연구 자료를 가지고 이미 소유스 우주선에 탑승하고 있었기 때문에 메시지를 보지도 못한다. 그리고 그들은 지구로 하강한다. 알렉세이가 어디로 가는지 (미국이나 러시아를 암시하며) 묻자, 키라는 "모르겠어"라고 대답한다.

## 출연진
- 아리아나 더보즈 - 키라 포스터
- 크리스 메시나 - 고든 배럿
- 존 갤러거 주니어 - 크리스천 캠벨
- 미샤 마시코바 - 베로니카 베트로프
- 코스타 로닌 - 니콜라이 풀로프
- 필루 아스베크 - 알렉세이 풀로프